# أيريليش
أيريليش هي بلدة في مقاطعة أنديجان في ولاية أنديجان في أوزبكستان.